# あとり硅子
あとり 硅子（あとり けいこ、1969年9月20日 ‐ 2004年7月6日）は、日本の漫画家。長崎県出身。血液型はAB型。
1993年、『月刊ウィングス』（新書館）に掲載の『眠れない夜』でデビュー。主に新書館の雑誌に漫画を発表したほか、ボーイズラブ小説などの挿絵も手掛けた。
柔らかな絵柄を生かした、ハートフルな中にも一物ある短編コメディを得意とした。代表作は、『四ツ谷渋谷入谷雑司ヶ谷!!』など。

## 略歴
- 1993年 - 『眠れない夜』によりデビュー。
- 1999年 - 『四ツ谷渋谷入谷雑司ヶ谷!!』の連載を開始する。
- 2004年7月 - 病気のため急逝。
- 2004年10月 - 画集の発売を記念して原画展が開催される。

## 作品リスト
- 夏待ち（1996年、ウイングスコミックス（新書館）。ISBN 4-403-61406-X）
- ドッペルゲンガー（1996年、ウイングスコミックス。ISBN 4-403-61430-2）
- 光の庭（1997年、ウイングスコミックス。ISBN 4-403-61478-7）
- これらすべて不確かなもの（1998年、ウイングスコミックス。ISBN 4-403-61514-7）
- 四ツ谷渋谷入谷雑司ヶ谷!!（1999年‐2004年、ウイングスコミックス。全2巻）

1巻：ISBN 4-403-67006-7
2巻：ISBN 4-403-67017-2
- 黒男（2001年、ディアプラスコミックス（新書館）。ISBN 4-403-66046-0）
- ばらいろすみれいろ（2004年、ウイングスコミックス。ISBN 4-403-61766-2）
- あとり硅子短篇集（2006年、ウイングスコミック文庫。全4冊）

1.ぶどうの瞳：ISBN 4-403-50086-2
2.犬夜：ISBN 4-403-50087-0
3.オムレツの月
4.眠れない夜

### 画集
- あとり硅子イラスト集（2004年、新書館。ISBN 4-403-65025-2）

### 小説
以下の小説に挿絵を描いている。
- アクセスの森シリーズ（菜槻さあり作、白泉社花丸ノベルズ） 
  - アクセスの森（1994年。ISBN 4-592-86116-7）
  - 王様の館 アクセスの森2（1995年。ISBN 4-592-86145-0）
- ぼくはきみを好きになる?（新堂奈槻作、1999年、新書館ディアプラス文庫。ISBN 4-403-52006-5）
- THE BOY'S NEXT DOOR 1（新堂奈槻作、1999年、新書館ウィングス文庫。ISBN 4-403-54009-0）
- 自転車でおいでよ（久住鮎作、1999年、白泉社花丸文庫。ISBN 4-592-87121-9）
- 現在治療中シリーズ（桜木知沙子作、新書館ディアプラス文庫）
  - 現在治療中1（2000年。ISBN 4-403-52025-1）
  - 現在治療中2（2001年。ISBN 4-403-52044-8）
  - 現在治療中3（2002年。ISBN 4-403-52059-6）
- 意地悪なスキンシップ（京橋ナルミ作、2001年、白泉社花丸文庫。ISBN 4-592-87211-8）
- 月の光はいつも静かに（甲斐透作、2001年、新書館ウィングス文庫。ISBN 4-403-54035-X）
- 雨の結び目をほどいてシリーズ（松前侑里作、新書館ディアプラス文庫）
  - 雨の結び目をほどいて（2001年。ISBN 4-403-52040-5）
  - 空から雨が降るように　雨の結び目をほどいて2（2003年。ISBN 4-403-52066-9）
- ピュア1/2（松前侑里作、2001年、新書館ディアプラス文庫。ISBN 4-403-52047-2）
- イノセント・サマー～骨董屋店長事件簿～（若杉桂作、2001年、白泉社My文庫。ISBN 4-592-85005-X）
- 地球がとっても青いから（松前侑里作、2002年、新書館ディアプラス文庫。ISBN 4-403-52055-3）
- 猫にGOHAN（松前侑里作、2002年、新書館ディアプラス文庫。ISBN 4-403-52060-X）
- その瞬間、僕は透明になる（松前侑里作、2003年、新書館ディアプラス文庫。ISBN 4-403-52072-3）
- 明日の恋人（榊花月作、2003年、白泉社花丸ノベルズ。ISBN 4-592-86247-3）
- きみは天使ではなく。（真瀬もと作、2004年、新書館ディアプラス文庫。ISBN 4-403-52084-7）
- シュミじゃないんだ（三浦しをん作、2006年、新書館。ISBN 4-403-22048-7）